# نيت ديكنسون
نيت ديكنسون (بالإنجليزية: Nate Dickinson)‏ هو كاتب أمريكي، ولد في 14 يناير 1932 في نيويورك في الولايات المتحدة، وتوفي في 15 يونيو 2011.